# ケリー・ファン・ゾン
ケリー・ファン・ゾン（Kelly van Zon、1987年9月15日 - ）は、オランダのオーステルハウトの出身の卓球選手。現在は同国のドンゲンに住んでいる。
2005年と2007年にはヨーロッパ選手権、2006年には世界選手権に出場し、銀メダルや銅メダルは獲得しているもののナタリア・マルティヤシェワやユーリア・オフシャニコワなどのロシア勢を前に優勝は果たしていない。2008年には北京パラリンピックに出場し、準決勝でロシアのナタリア・マルティヤシェワに敗れたが、3位決定戦でエジプトのファイザ・マームード・アフィフィに勝利し銅メダルを獲得した。